# Albin Van Hoonacker

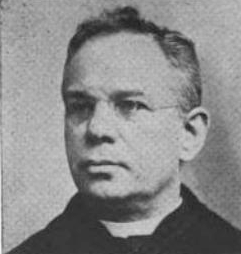
Albin Van Hoonacker

Albin van Hoonacker (Brugge, 19 november 1857 - 1 november 1933) was een Belgisch rooms-katholiek priester en hoogleraar exegese en moraal aan de Katholieke Universiteit Leuven.

## Levensloop
Van Hoonacker werd geboren in het vrome gezin van beenhouwer Pieter Van Hoonacker (Ruddervoorde, 1819 - Brugge, 1881) en Françoise Simoens (Waardamme, 1822 - Brugge, 1896), waar tien kinderen geboren werden. Twee van zijn broers werden priester en twee zussen traden in het klooster.
Hij volgde humaniora aan het Sint-Lodewijkscollege (retorica 1875) en trad binnen in het Brugse seminarie. Op 1880 werd hij tot priester gewijd. Hij studeerde vervolgens theologie en Semitische talen aan de Katholieke Universiteit Leuven. In 1886 promoveerde hij tot doctor in de godgeleerdheid met een proefschrift over de Schepping. Bij die gelegenheid werd hij met grote luister in zijn geboortestad gevierd. Hij volgde verder cursussen in Semitische talen: Hebreeuws, Syrisch (Aramees) en Arabisch.
In 1889 werd hij door de redactie van het katholiek nieuwsblad Journal de Bruxelles, uitgenodigd om te reageren op geschriften die de historische waarde van de Bijbel in twijfel trokken, geschreven door de socialistische politicus en advocaat Edmond Picard. Van Hoonacker kreeg aanzienlijke erkenning in katholieke intellectuele milieus, voor de wijze waarop hij zich in deze polemiek uitdrukte, met als gevolg dat de rector van de Katholieke Universiteit in Leuven, Mgr. Jan-Baptist Abbeloos, zelf een Bijbelexegeet, van de bisschoppen verkreeg dat Van Hoonacker benoemd werd tot hoogleraar om er de nieuw opgerichte leerstoel te bezetten van Histoire critique de l'Ancien Testament. Hiermee werd hij de eerste Leuvense hoogleraar om met de methodes van de historische kritiek het Oude Testament te bestuderen en er over te doceren. Het was ook de eerste theologiecursus die niet in het Latijn werd gegeven.
Hij trof de Bijbelstudie in Leuven aan als een scholastische, weinig wetenschappelijke discipline. Ondertussen waren elders rationalistische studies aan de gang, die het Oude Testament niet langer als 'gewijde' Schrift wilden beschouwen.
Van Hoonacker zette het wetenschappelijk onderzoek van de Bijbel vanuit een katholiek oogpunt in gang. Zijn vele studies lagen aan de grondslag van de wetenschappelijke studie en de verklaring van het Oude Testament in katholieke kringen. Hij kreeg hiermee internationale bekendheid.
Onder zijn leiding werden de eerste dissertaties in de faculteit theologie in moderne talen geschreven, in 1897 in het Frans en in 1924 in het Nederlands. De eerste doctoraatsthesis in de godgeleerdheid in het Nederlands werd in 1923 onder zijn leiding verdedigd.
Hij doceerde ook moraalfilosofie, vanaf 1893 in het Frans en vanaf 1920 ook in het Nederlands. Hij werd geprezen omdat hij zowel voor zijn exegetische werken als voor zijn moraalfilosofie het Nederlands gebruikte. Hij liet zich kennen als Vlaamsgezind en voorvechter van de vernederlandsing van het universitair onderwijs. In 1922 publiceerde hij het pamflet Over de vernederlandsing in het onderwijs.
Verder doceerde hij ook nog Hebreeuws en Syrisch (Aramees).
In 1914 vluchtte hij naar Engeland en vestigde zich in Cambridge, waar hij vrienden maakte in intellectuele kringen. Hij vormde er een vriendenkring met andere gevluchte Belgische professoren en ze ondersteunden de studies van de in Cambridge aanwezige Belgische studenten. Van Hoonacker leverde bijdragen in De Stem uit België die in Londen werd uitgegeven. Hij gaf ook voordrachten over de Bijbel, zowel in de Universiteit van Cambridge als voor de British Academy in Londen.
Na 1918 keerde hij naar Leuven terug en zette er zijn professorale activiteiten verder, tot aan het emeritaat in 1927. Hij werd bij die gelegenheid met een groot feest uitgeleide gedaan en hij keerde naar Brugge terug, om er zijn intrek te nemen in een herenhuis in de Freren Fonteinstraat. Op zijn begrafenis in de kathedraal, waren de bisschoppen van Brugge en van Gent en de rector van Leuven Paulin Ladeuze aanwezig, evenals talrijke burgerlijke overheden en personaliteiten zoals Stijn Streuvels, Leo Van Puyvelde en Jozef Coppens. Beide laatsten spraken, de eerste in het sterfhuis, de tweede in de kathedraal, rouwreden uit.

## Rome
In 1901 richtte Leo XIII een Bijbelcommissie op, met het doel zich te buigen over problemen gesteld door de Bijbelexegese. Van Hoonacker behoorde tot de zeven eerste leden van deze commissie. Hij aanvaardde het lidmaatschap eerder schoorvoetend en met nogal wat scepticisme, maar zette zich niettemin in en deed voorstellen voor de opmaak van verschillende aan de Commissie voor te leggen documenten. Het ging onder meer over het auteurschap en de oorsprong van delen van de Bijbel.
In 1907 verscheen de encycliek van paus Pius X Pascendi Dominici Gregis die de veroordeling inhield van het modernisme en het jaar daarop werd de Franse exegeet Alfred Loisy geëxcommuniceerd. Ook Van Hoonacker werd in Rome van afwijkende leer verdacht. Vanwege de Romeinse overheid kwam er kritiek op het werk van een van zijn studenten, Henricus Andreas Poels en werd kritisch gereageerd op de benoeming tot rector van de Leuvense universiteit van professor Paulin Ladeuze. Dit leidde er Van Hoonacker toe, uit voorzichtigheid, om een in 1909 voorziene publicatie af te zeggen. Het ging om kritische bemerkingen over het boek van Franz Egger, bisschop van Brixen, Absolute oder relative Wahrheit der heiligen Schrift? Dogmatisch-christliche Untersuchung einer neuen Theorie. De reactie hierop door Van Hoonacker werd pas na zijn dood gepubliceerd, door de zorgen van zijn leerling en opvolger J. Coppens.
In 1913 werd hij gewaarschuwd dat zijn boek Les douze petits prophètes traduits et commentés gevaar liep op de Index van verboden boeken terecht te komen. Dit werd verhinderd door een tussenkomst van kardinaal Mercier.

## Eerbetoon
- In 1885 werd in Leuven de studentenclub Moeder Brugse opgericht. Albin Van Hoonacker werd er de erevoorzitter van.
- In 1920 werd hij lid van de Koninklijke Academie voor Nederlandse Taal- en Letterkunde.
- Hij werd ere-kanunnik van het Sint-Salvatorskapittel in Brugge.
- In 1932 werd hij in zijn geboortestad door het stadsbestuur en het Davidsfonds gevierd.
- De stad Brugge gaf aan een nieuwe straat in de wijk Kristus Koning de naam Kanunnik Van Hoonacker.
- Een bronzen borstbeeld van Van Hoonacker werd gemaakt door de Leuvense beeldhouwer Antoine Jorissen (1884-1962) en staat opgesteld in de Universitaire Hallen.

## Publicaties
- De rerum creatione ex nihilo, Leuven, 1886.
- L'origine des quatre premiers chapitres du Deutéronome, Leuven, 1887.
- Observations critiques sur les récits concernant Bileam, Leuven, 1888.
- La critique biblique et l'apologétique, Leuven, 1889.
- Néhémie et Esdras. Nouvelle hypothèse sur la chronologie de l'époque de la Restauration juive, Leuven, 1890.
- Zorobabel et le second temple. Étude sur la chronologie des six premiers chapitres du livre d'Esdras, Gent/Leipzig, 1892.
- Néhémie en l'an 20 d'Artaxerxès I. Esdras en l'an 7 d'Artaxerxès II. Réponse à un mémoire d'A. Kuenen, Gent/Leipzig, 1892.
- Le lieu du culte dans la législation rituelle des Hébreux, Gent/Leipzig, 1894.
- Nouvelles études ur la restauration juive après l'exil de Babylone, Parijs, 1896.
- Le sacerdoce lévitique dans la loi et dans l'histoire des Hébreux, Londen, 1899.
- Les douze petits prophètes traduits et commentés, Parijs, 1908.
- Une communauté Judéo-Araméenne à Éléphantine, en Égypte, aux VIe et Ve siècles avant J.-C.k, Londen, 1915.
- De jongste waarnemingen op het gebied der geschiedenis van het semietische alfabet, Gent, 1921.
- Grondbeginselen der moraalfilosofie, Leuven, 1922.
- Een Israëlitisch volksman uit de achtste eeuw vóór C., Gent, 1931.
- Het boek Isaias vertaald uit het Hebreeuwsch en in doorlopende aanteekeningen verklaard, Brugge, 1932.

## Postume publicaties
- Quelques notes sur "Absolute und relative Wahrheit in der heiligen Schrift". Une contribution inédite du chanoine Albin van Hoonacker à la Question Biblique, uitgegeven door J. Coppens, 1941.
- De compositione litteraria et de origine Mosaica hexateuchi disquisitio historico-critica. Een historisch-kritisch onderzoek van professor van Hoonacker naar het ontstaan van de Hexateuch op grond van verspreide nagelaten aantekeningen, uitgegeven door J. Coppens, Brussel, 1949.
- Le rapprochement entre le Deutéronome et Malachie, uitgegeven door F. Neirynck, 1983.